# Jan Jílek
Jan Jílek (5 giugno 1973) è un arbitro di calcio ceco. È stato un arbitro della FIFA dal 2007 al 2010.